# Джордж, Мод
Мод Джордж (англ. Maude George; 15 августа 1888 — 10 октября 1963) — американская актриса эпохи немого кино.

## Биография
Мод Джордж запомнилась по участию в фильмах режиссёра Эриха фон Штрогейма, появившись в четырёх из его полнометражных фильмов в 1920-е годы. Она также снялась в 59 фильмах между 1915 и 1929 году. Она также написала сценарий для фильма «Борьба Гринго» (1917), в котором снимался Гарри Кэри.
Джордж, племянница актрисы Грейс Джордж, родилась в Риверсайд, штат Калифорния и умерла в Сепульведа, штат Калифорния.

## Избранная фильмография
- 1917 — / The Piper’s Price
- 1917 — / Barbary Sheep
- 1918 — Обручальное кольцо / The Marriage Ring
- 1919 — / A Rogue’s Romance
- 1920 — Мадам Х
- 1920 — Дьявольская отмычка / The Devil’s Pass Key
- 1922 — Глупые жены / Foolish Wives
- 1922 — Монте-Кристо
- 1923 — Карусель / Merry-Go-Round
- 1923 — / The Drums of Jeopardy
- 1924 — Мучение / Torment
- 1927 — / Altars of Desire
- 1928 — Райский сад / The Garden of Eden
- 1928 — Свадебный марш
- 1928 — После бури
- 1928 — Женщина из Москвы